# 梅盛伟
梅盛伟（1914年—2001年），男，湖北阳新人，中华人民共和国军事人物，中国人民解放军少将，第五、六、七届全国政协委员。